# Mise des vins de la ville de Lausanne
La mise des vins de la ville de Lausanne est une tradition annuelle du canton de Vaud, pendant laquelle la ville de Lausanne met aux enchères la récolte de ses vignobles.

## Histoire
La tradition de la vente aux enchères de la récolte date de 1803 ; la vente se déroulait alors sur 3 jours et était réservée aux professionnels. Depuis 2004 et une mauvaise saison, la vente est ouverte aussi bien au public qu'aux professionnels et est précédée d'une opération « Portes ouvertes » pendant laquelle les amateurs peuvent déguster les productions locales. En 2009, 2010 et 2011, la totalité de la production a ainsi été vendue, soit 180 000 litres de vin pour un total de 1,7 million de francs pour cette dernière année.

## Déroulement
La mise aux enchères se déroule chaque année, le deuxième samedi de décembre. La totalité de la production est répartie en lots allant de 46 litres (soit 60 bouteilles) à 36 600 litres. La personne remportant la mise pour un lot peut, au printemps, choisir le type de bouteille et de fermeture pour celui-ci ; il peut également insérer son propre texte sur la contre-étiquette.

## Le vignoble de la ville
La ville de Lausanne est le plus important propriétaire viticole public du pays avec un total de 33 hectares de vignoble, répartis en 5 domaines entre Lavaux et La Côte, produisant un total annuel d'environ 400 000 bouteilles :
- Abbaye de Mont au Mont-sur-Rolle, 13,5 hectares principalement de chasselas.
- Château Rochefort à Allaman, 4,3 hectares. Il présente la double particularité d'être le seul domaine produisant majoritairement du rouget et dans l'application d'une culture entièrement naturelle appelée biodynamie[6].
- Clos des Moines et Clos des Abbayes de Dézaley, 9,7 hectares au total principalement plantés avec du chasselas.
- Domaine du Burignon à Saint-Saphorin, 6 hectares également de chasselas.